# Bass Drum of Death
Bass Drum of Death es un grupo de garage punk americano procedente de Oxford, Misisipi, Estados Unidos. Actualmente han firmado por la discográfica Muscle Beach Records.

## Historia
El líder de la banda, John Barrett, formó Bass Drum of Death en  2008  como una banda de un solo hombre, usando solo un bombo y su guitarra. A pesar de que los miembros de la banda son de Oxford, Misisipi, se desmotivaron deprisa debido a la carencia de una escena de musical y decidieron que sería mejor empezar en Nueva York.  La banda en tour consta de dos guitarristas y un baterista. Barrett grabó sus dos primeros álbumes él solo. Su primer LP, GB City, fue lanzado el 12 de abril de 2011 por Fat Possum Records. Infalated records también distribuyó la edición de vinilo del álbum. En abril de 2011, Bass Drum of Death actuó en directo en Fuel TV con MellowHype, de OFWGKTA, tocando la canción "64". Su canción, "Get Found", ha sido emitido en Triple J, una cadena de radio de música alternativa australiana. La estación y el grupo toco en el 2012 New Beginning's Festival. Además, Bass Drum of Death ha actuado en el Rock en Seine Festival en Francia.
Desde su fundación, Bass Drum of Death ha ido de tour por Estados Unidos y Europa varias veces. En agosto de 2014, la banda actuó en Brasil por primera vez.
A principios de 2013, la banda firmó Innovative Leisure Records. En dos años,  lanzaron dos álbumes. El 25 de junio de 2013,  lanzaron un álbum homónimo, y el 7 de octubre de 2014,  lanzaron Rip This, el cual presentó al baterista Len Clark como nuevo miembro de banda.
En mayo de 2015, John Barrett anunció, a través de las redes sociales de la banda, haría una pausa alegando "asuntos personales", cancelando su tour de verano en Europa.
El 5 de septiembre de 2015, la banda toco en el Made in America festival en Filadelfia, el cual también se emitió por internet.
El lanzamiento más reciente es, "Too Cold to Hold" / "Wait" de 7-pulgadas, lo lanzó bajo la discográfica Muscle Beach Records, marca la primera música nueva del grupo desde 2018 en  Just Buisness, y por primera vez,  presenta al fundador de Bass Drum of Death y líder John Barrett que colabora con su hermano más joven, Jim Barrett. El dúo empezó escribir canciones en Brooklyn a comienzos 2020 y terminó de grabar en Oxford, Misisipi, durante el confinamiento por COVID-19.  Un nuevo álbum está en camino.

## En otros medios
- Su canción "Velvet Itch", de GB Ciudad, sonó en la película de 2012 Ghost Rider: Espíritu de Venganza.
- Su canción "Get found" Es una canción de MLB 2K12.
- Su canción "Never Jamming" fue utilizada en un episodio de BBC  Waterloo Road.
- La canción "Way Out" fue usada en un episodio de  The Vampire Diaries.
- Otras canciones han sido usadas en anuncios para H&M y NASCAR.
- La banda sonora del videojuego Forza Horizon 2 consta de las canciones "Crawling After You", "Electric", "Lose My Mind", y "Everything is the same".[3]
- La banda sonora del videojuego Grand Theft Auto V contiene la canción "Crawling After You".[4]
- Su canción "I Wanna Be Forgetten" fue usada por la revista Thrasher Magazine.
- Su canción "I Wanna Be Forgetten" suena durante los créditos del videojuego Sunset Overdrive.
- Las canciones "I'm On The Run","Between The Lines" y "Smell The Night" estuvo grabada para Sunset Overdrive. También autorizaron "I Wanna Be Forgetten" para los créditos del juego.
- Su canción "Never Jamming" fue empleado durante un anuncio televisivo para la compañía de ropa de los hombres Jacamo.
- Su canción "Left For Dead" fue utilizada en el 2017 para la película Fist Fight.
- La banda sonora para el videojuego Forza Horizon 4 usa "I Don't Wanna Know".
- La canción "Just Buisiness" puede ser oído durante un episodio de Altered Carbon.

## Discografía

### Álbumes de estudio
- GB City (2011)
- Bass Drum of Death (2013)
- Rip This (2014)
- Just Business (2018)
- Say I Won’t (2023)

### EPs
- Stain Stick Skin(2008)
- High School Roaches (2010)
- Too Cold to Hold / Wait (2020)
- you were right (2021)